# ニーナ (歌曲)
『ニーナ』（伊語：Nina）は、イタリアの歌曲。正確なタイトルは、『ニーナが床に臥して三日になる』("Tre giorni son che Nina")。作曲者はジョヴァンニ・バッティスタ・ペルゴレージとされていたが、実際にはレグレンツィオ・ヴィンチェンツィオ・チアンピの作とされている。作詞者は不明。ホ短調（イタリア歌曲集中声用の場合。高声用はト短調）。
歌詞は、ニーナの死を暗示したものであると言われている。

## 初出
1749年にナターレ・レスタという人物が作曲した喜劇オペラ『3人のおかしなチチスベオ』(Li tre Cicisbei ridicoli)がロンドンのヘイマーケット劇場で上演された（曲は失われ、ヴェネツィアで上演したときのリブレットのみ残る）。同年、ジョン・ウォルシュ (John Walsh (printer)) が出版したアリア集にはこのオペラの中の4つのアリアが含まれていたが、本曲はその1曲で、その記述からフィリッポ・ラスキが歌ったことがわかる:242:147。しかしヴェネツィア上演時のリブレットに対応する箇所がなく、ニーナという人物も登場しないため、レスタの原曲にあった歌とは考えにくい:243。同時代の歌手セシリア・アーンによる筆写譜にチアンピ作曲と記されていることから、この作品をロンドンにもたらしたチアンピが作曲したと考えられる:243。ただしチアンピ本人の作品ではなく、当時のナポリの流行歌をチアンピがオペラに挿入したに過ぎない可能性も高い:433。
この1749年版には現在は歌われない2番の歌詞もあり、それを読むとニーナは死んだわけでなく、恋わずらいでふせっているだけであることがわかる:243。しかしイタリアの図書館が所蔵する古い筆写譜には1番しかないとする反論もある:434。
カプア作曲のオペラ『ジプシーの女』（La Zingara, 1753年）がファヴァールによってフランス語化されて1755年に上演されたときにも『ニーナ』が挿入され、このためにカプアを作曲者とする説が唱えられたこともある:241-242。

## 歌詞
| イタリア語（原詩）                                                                                                 | 日本語訳 |
| --- | --- |
| Tre giorni son che Nina in letto se ne sta. Pifferi, timpani, cembali, svegliate mia Ninetta, acciò non dorma più. | ニーナが床に臥してから 三日経った。 笛よ、太鼓よ、シンバルよ、 私のニネッタの目を覚ましておくれ、 彼女がもう眠り続けないように。 |